# Hedda Bolgar
Hedda Bolgar (19 de agosto de 1909 – 13 de maio de 2013) era uma psicanalista em Los Angeles, Califórnia, que manteve uma prática ativa quando tinha mais de 100 anos. Ela atendia pacientes quatro dias por semana aos 102 anos.

## Início da vida
Bolgar nasceu em Zurique, Suíça, em 19 de agosto de 1909. Aos 14 anos, Bolgar tornou-se vegetariano. Ela era filha única de Elek Bolgar, um historiador e diplomata húngaro, e Elza Stern, uma repórter que foi uma das poucas mulheres a cobrir a Primeira Guerra Mundial. Elek e Elza Bolgar eram comunistas; eles cancelaram seu nono aniversário para que pudessem participar de um levante civil na Hungria.

## Carreira em Viena
Bolgar estudou na Universidade de Viena. Ela estudou com Charlotte Bühler e obteve seu doutorado em 1934. Ela conheceu Anna Freud e assistiu às palestras de Sigmund Freud.
Em meados da década de 1930, Bolgar desenvolveu o "Teste do Pequeno Mundo" (também conhecido como "Bolgar - Teste do Mundo de Fischer") com sua amiga Liselotte Fischer. Foi um teste não verbal e intercultural semelhante ao Teste de borrão de tinta de Rorshach ou ao Teste de percepção temática. Quando os nazistas anexaram a Áustria em 1938, Bolgar fugiu de Viena.

## Carreira nos Estados Unidos
Depois de chegar aos Estados Unidos, Bolgar estudou no Instituto Psicanalítico de Chicago e lecionou na Universidade de Chicago. Enquanto estava no meio-oeste, Bolgar deu treinamento no "Teste do Pequeno Mundo". Bolgar era o chefe da psicologia do Monte. Hospital Sinai (agora Centro Médico Cedars-Sinai). Ela ajudou a fundar a Escola de Psicologia Profissional da Califórnia, o Instituto e Sociedade de Estudos Psicanalíticos de Los Angeles e o Instituto Wright de Los Angeles, um centro de treinamento de pós-graduação e clínica.
Quando Bolgar tinha 95 anos, ela ajudou a organizar uma conferência de três dias chamada "A mente desenraizada: perspectivas psicanalíticas sobre como viver em um mundo inseguro". Em 2012, aos 102 anos, Bolgar ainda atendia pacientes quatro dias por semana. Aos 102 anos, ela deu uma palestra sobre "Dogma e Flexibilidade na Técnica Psicanalítica" perante o New Center for Psychoanalysis, um grupo de Los Angeles que oferece educação avançada para terapeutas.

## Vida pessoal
O marido de Bolgar, o economista Herbert Bekker, juntou-se a ela nos Estados Unidos em 1940 e os dois se mudaram para Los Angeles em 1956. O casal não teve filhos. Bekker morreu em 1973.
Bolgar morreu em 13 de maio de 2013, com 103 anos de idade. Quando ela morreu, ela era provavelmente o membro ativo mais velho da American Psychological Association (APA) e provavelmente a psicanalista mais velha praticando nos Estados Unidos.

## Citações
- "Eu vivi revoluções, fome, guerra. Coisas assim."
- "Houve uma guerra e eu comi sorvete de baunilha no almoço."
- "Comecei muitas coisas aos 65."[8]
- "No dia em que os nazistas chegaram a Viena, eu fui embora. Eu tinha sido muito ativo na política anti-nazista e realmente não era seguro para mim ficar. Eles chegaram em um domingo e eu decidi que domingo era uma boa hora para ir embora, porque na segunda-feira eles começariam a trabalhar. Eles provavelmente encontrariam a pessoa que escreveu aqueles artigos terríveis sobre eles muito rapidamente."[9]
- “As mulheres devem ser agentes de suas próprias vidas. Eles não devem depender de outra pessoa para sustentá-los."[10]